# Лю Хун (астроном)
Лю Хун (刘洪, 130 — 196) — китайський аристократ, астроном часів династії Східна Хань.

## Життєпис
Народився у 130 році. Походив з династії Східна Хань. З дитинства полюбляв наукові заняття, особливо захопився астрономією. Про його життя майже немає відомостей. У 160 році отримав призначення в Імператорську обсерваторію. Відомо, що помер у 196 році.

## Астрономія
У 174—175 представив імператору дві книги з астрономії — «Ци яо шу» («Мистецтво семи світил») і «Ба юань шу» («Мистецтво восьми елементів»). До нас вони не дійшли, відомо тільки, що в них Лю Хун застосовував деякі буддистські ідеї.
У 178 році разом з Цай Юном написав «Люй Чи чжи» («Трактат про закономірності календаря»), де були відображені новітні для того часу астрономічні теорії. Найбільшим досягненням Лю Хуна була його робота по складанню нового календаря Цяньсян, оприлюдненого у 206 році. Цей календар вперше в Китаї включав неформальну величину тропічного року (365,2462 замість 365,25 дня) і описував рух Місяця набагато точніше, ніж будь-який попередній китайський календар: Лю Хун знайшов, що Місяць, вийшовши з точки найбільшого віддалення, в якій він має найбільш повільний рух, повертається в цю точку через 27,55336 доби (що відрізняється від сучасного значення на 0,00108). Його розрахунки дали можливість встановити небесну довготу як нового, так і повного Місяця, а також передбачати сонячні і місячні затемнення. При створенні свого календаря Лю Хун проводив вимірювання довжини тіні гномона за літнього й зимового сонцестояння, які мають похибку, що не перевищує 1 % від дійсних значень.